# Division 1 i innebandy för damer 1995/1996
Division 1 i innebandy för damer 1995/1996 var Sveriges högsta division i innebandy för damer för säsongen 1995/1996. Division 1 bestod av sex serier (norra, nordvästra, västra, östra, sydvästra och södra) som vardera bestod av 8 lag. De två främsta i varje serie gick vidare till SM-slutspel, medan de två sämsta i varje serie flyttades ner och lag 8. Hagsätra IBK/Högdalens AIS blev svenska mästarinnor efter finalseger mot Växjö Östra IK med 2-0 i matcher.

## Sluttabeller

### Division 1 norra
Lag 1–2: Slutspel.
Lag 8–10: Nedflyttade.
|    | Division 1 norra | SM | V  | O | F  | GM | IM | MS  | P  |
| -- | ---------------- | -- | -- | - | -- | -- | -- | --- | -- |
| 1. | Skellefteå IBK   | 14 | 11 | 2 | 1  | 69 | 25 | +44 | 24 |
| 2. | VK Rasket        | 14 | 9  | 5 | 0  | 62 | 29 | +33 | 23 |
| 3. | IBK Sundsvall    | 14 | 7  | 2 | 5  | 47 | 37 | +10 | 16 |
| 4. | IKSU             | 14 | 6  | 4 | 4  | 43 | 41 | +2  | 16 |
| 5. | Boliden IB       | 14 | 7  | 1 | 6  | 58 | 51 | +7  | 15 |
| 6. | FK Luleå         | 14 | 5  | 2 | 7  | 43 | 51 | -8  | 12 |
| 7. | FC Härnösand     | 14 | 2  | 0 | 12 | 21 | 61 | -39 | 4  |
| 8. | Guldstaden IB    | 14 | 0  | 2 | 12 | 23 | 72 | -49 | 2  |

### Division 1 nordvästra
Lag 1–2: Slutspel.
Lag 8–10: Nedflyttade.
|    | Division 1 nordvästra  | SM | V  | O | F  | GM | IM | MS  | P  |
| -- | ---------------------- | -- | -- | - | -- | -- | -- | --- | -- |
| 1. | IBF Falun              | 14 | 14 | 0 | 0  | 91 | 15 | 76  | 28 |
| 2. | Per Ols BoIS           | 14 | 7  | 3 | 4  | 62 | 57 | +5  | 17 |
| 3. | Kristinebergs AIS      | 14 | 7  | 2 | 5  | 51 | 47 | +4  | 16 |
| 4. | Backa BK/ IBF Hedemora | 14 | 7  | 1 | 6  | 56 | 47 | +9  | 15 |
| 5. | Hudik City IBK         | 14 | 7  | 0 | 7  | 39 | 45 | -6  | 14 |
| 6. | Sofieholms IBF         | 14 | 4  | 3 | 7  | 22 | 25 | -3  | 11 |
| 7. | Svegs IBK              | 14 | 3  | 1 | 10 | 26 | 81 | -55 | 7  |
| 8. | IBK Edsbyn             | 14 | 2  | 0 | 12 | 31 | 61 | -30 | 4  |

### Division 1 västra
Lag 1–3: Slutspel.
Lag 8–10: Nedflyttade.
|    | Division 1 västra | SM | V  | O | F  | GM | IM | MS  | P  |
| -- | ----------------- | -- | -- | - | -- | -- | -- | --- | -- |
| 1. | Sjöstads IF       | 14 | 13 | 0 | 1  | 82 | 28 | +54 | 26 |
| 2. | KFUM Örebro       | 14 | 7  | 4 | 3  | 50 | 35 | +15 | 18 |
| 3. | Askersunds IBK    | 14 | 7  | 3 | 4  | 45 | 39 | +6  | 17 |
| 4. | Hammarö IBK       | 14 | 5  | 3 | 6  | 50 | 57 | -7  | 13 |
| 5. | Villsta IK        | 14 | 6  | 1 | 7  | 36 | 50 | -14 | 13 |
| 6. | Örebro SK         | 14 | 5  | 2 | 7  | 39 | 44 | -5  | 12 |
| 7. | Hölö SK           | 14 | 4  | 3 | 7  | 43 | 45 | -2  | 11 |
| 8. | Södertälje IBF    | 14 | 0  | 2 | 12 | 28 | 75 | -47 | 2  |

### Division 1 östra
Lag 1–3: Slutspel.
Lag 8–10: Nedflyttade.
|    | Division 1 östra           | SM | V  | O | F  | GM | IM | MS  | P  |
| -- | -------------------------- | -- | -- | - | -- | -- | -- | --- | -- |
| 1. | Hagsätra IBK/Högdalens AIS | 14 | 13 | 0 | 1  | 98 | 23 | +75 | 26 |
| 2. | Balrog IK                  | 14 | 11 | 2 | 1  | 57 | 31 | +26 | 24 |
| 3. | Storvreta/Uppsala City IBK | 14 | 7  | 3 | 4  | 44 | 42 | +2  | 17 |
| 4. | Skogås/Trångsund IBK       | 14 | 6  | 1 | 7  | 63 | 51 | +12 | 13 |
| 5. | Zinkens IBK                | 14 | 5  | 2 | 7  | 47 | 74 | -27 | 12 |
| 6. | Teknikums IBK              | 14 | 4  | 2 | 8  | 40 | 45 | -5  | 10 |
| 7. | Köpings IBF                | 14 | 3  | 0 | 11 | 43 | 80 | -37 | 6  |
| 8. | IBS Björns Hög             | 14 | 1  | 2 | 11 | 30 | 76 | -46 | 4  |

### Division 1 sydvästra
Lag 1–3: Slutspel.
Lag 8–10: Nedflyttade.
|    | Division 1 sydvästra | SM | V  | O | F  | GM | IM | MS   | P  |
| -- | -------------------- | -- | -- | - | -- | -- | -- | ---- | -- |
| 1. | IBK Lockerud         | 14 | 14 | 0 | 0  | 93 | 35 | +528 | 28 |
| 2. | Pixbo IBK            | 14 | 10 | 2 | 2  | 60 | 32 | +28  | 22 |
| 3. | Hindås IBK           | 14 | 9  | 1 | 4  | 70 | 37 | +33  | 19 |
| 4. | IBK Succé            | 14 | 6  | 2 | 6  | 38 | 51 | -13  | 14 |
| 5. | IBK Alingsås         | 14 | 5  | 1 | 8  | 36 | 53 | -17  | 11 |
| 6. | Robertshöjds BK      | 14 | 4  | 1 | 9  | 32 | 42 | -10  | 9  |
| 7. | Lerums IBF           | 14 | 2  | 2 | 10 | 26 | 50 | -24  | 6  |
| 8. | Ale IBF              | 14 | 1  | 1 | 12 | 28 | 83 | -55  | 3  |

### Division 1 södra
Lag 1–3: Slutspel.
Lag 8–10: Nedflyttade.
|    | Division 1 södra | SM | V  | O | F | GM | IM | MS  | P  |
| -- | ---------------- | -- | -- | - | - | -- | -- | --- | -- |
| 1. | Växjö Östra IK   | 14 | 13 | 1 | 0 | 86 | 23 | +63 | 27 |
| 2. | LUGI IK          | 14 | 10 | 0 | 4 | 63 | 43 | +20 | 20 |
| 3. | Carlshamns IBK   | 14 | 8  | 1 | 5 | 41 | 43 | -2  | 17 |
| 4. | Warbergs IC 85   | 14 | 5  | 2 | 7 | 41 | 49 | -8  | 12 |
| 5. | Nässjö IBS       | 14 | 4  | 2 | 8 | 33 | 49 | -16 | 10 |
| 6. | Jönköpings IK    | 14 | 4  | 1 | 9 | 29 | 58 | -29 | 9  |
| 7. | Vedinge IBK      | 14 | 4  | 1 | 9 | 29 | 58 | -29 | 9  |
| 8. | Ingelstads IBK   | 14 | 3  | 2 | 9 | 32 | 45 | -13 | 8  |

## SM-slutspel

### Åttondelsfinaler
- 2 mars 1996: KFUM Örebro-IBF Falun 2-4
- 2 mars 1996: Storvreta/Uppsala City IBK-Sjöstads IF 2-4
- 2 mars 1996: Carlshamns IBK-Växjö Östra IK 1-7
- 2 mars 1996: Pixbo IBK-Skellefteå IBK 4-2
- 2 mars 1996: Askersunds IBK-Hagsätra IBK/Högdalens AIS 1-6
- 2 mars 1996: LUGI IK-Per Ols BoIS 6-3
- 2 mars 1996: VK Rasket-Balrog IK 1-2
- 2 mars 1996: Hindås IBK-IBK Lockerud 1-5
- 16 mars 1996: Balrog IK-VK Rasket 2-0 (Balrog IK vidare med 2-0 i matcher)
- 16 mars 1996: Skellefteå IBK-Pixbo IBK 3-1
- 16 mars 1996: IBF Falun-KFUM Örebro 5-3 (IBF Falun vidare med 2-0 i matcher)
- 16 mars 1996: Hagsätra IBK/Högdalens AIS-Askersunds IBK 10-1 (Hagsätra IBK/Högdalens AIS vidare med 2-0 i matcher)
- 16 mars 1996: Per Ols BoIS-LUGI IK 5-2
- 16 mars 1996: IBK Lockerud-Hindås IBK 6-0 (IBK Lockerud vidare med 2-0 i matcher)
- 16 mars 1996: Sjöstads IF-Storvreta/Uppsala City IBK 5-1 (Sjöstads IF vidare med 2-0 i matcher)
- 16 mars 1996: Växjö Östra IK-Carlshamns IBK 7-0 (Växjö Östra IK vidare med 2-0 i matcher)
- 17 mars 1996: Skellefteå IBK-Pixbo IBK 4-3 (Skellefteå IBK vidare med 2-1 i matcher)
- 17 mars 1996: Per Ols BoIS-LUGI IK 5-2 (Per Ols BoIS vidare med 2-1 i matcher)

### Kvartsfinaler
- 24 mars 1996: Växjö Östra IK-IBK Lockerud 6-0
- 24 mars 1996: Hagsätra IBK/Högdalens AIS-Sjöstads IF 4-3
- 24 mars 1996: Per Ols BoIS-Skellefteå IBK 0-9
- 24 mars 1996: Balrog IK-IBF Falun 2-1
- 30 mars 1996: Sjöstads IF-Hagsätra IBK/Högdalens AIS 6-7 (sudden death, Hagsätra IBK/Högdalens AIS vidare med 2-0 i matcher)
- 30 mars 1996: IBF Falun-Balrog IK 2-0 (IBF Falun vidare med 2-0 i matcher)
- 30 mars 1996: Skellefteå IBK-Per Ols BoIS 7-3 (Skellefteå IBK vidare med 2-0 i matcher)
- 30 mars 1996: IBK Lockerud-Växjö Östra IK 3-4 (Växjö Östra IK vidare med 2-0 i matcher)
- 31 mars 1996: IBF Falun-Balrog IK 4-2 (IBF Falun vidare med 2-1 i matcher)

### Semifinaler
- 8 april 1996: IBF Falun-Växjö Östra IK 4-6
- 8 april 1996: Skellefteå IBK-Hagsätra IBK/Högdalens AIS 3-6
- 13 april 1996: Hagsätra IBK/Högdalens AIS-Skellefteå IBK 4-6
- 13 april 1996: Växjö Östra IK-IBF Falun 2-1 (Växjö Östra IK vidare med 2-0 i matcher)
- 14 april 1996: Hagsätra IBK/Högdalens AIS-Skellefteå IBK 9-5 (Hagsätra IBK/Högdalens AIS vidare med 2-1 i matcher)

### Finaler
- 18 april 1996: Växjö Östra IK Hagsätra IBK/Högdalens AIS 1-7
- 26 april 1996: Hagsätra IBK/Högdalens AIS-Växjö Östra IK 7-4 (Hagsätra IBK/Högdalens AIS svenska mästarinnor med 2-0 i matcher)